# Mastrus rubitergator
Mastrus rubitergator är en stekelart som beskrevs av Aubert 1977. Mastrus rubitergator ingår i släktet Mastrus och familjen brokparasitsteklar. Inga underarter finns listade i Catalogue of Life.